# Scott Heim
Scott Heim (Hutchinson, 26 settembre 1966) è uno scrittore statunitense.

## Biografia
Scott Heim è nato ad Hutchinson, nel Kansas, nel 1966. Crebbe in una piccola comunità di agricoltori, e in seguito frequentò l'Università del Kansas a Lawrence, dove si è laureato in inglese e storia dell'arte nel 1989, per poi conseguire un master in Letteratura inglese nel 1991. In seguito frequentò un corso di scrittura alla Columbia University, periodo durante il quale ha scritto il suo primo romanzo, Mysterious Skin, pubblicato da Harper & Collins nel 1995 e seguito, due anni dopo, da una seconda opera di narrativa, In Awe.
Scott ottenne una borsa di studio dalla London Art Boards destinata a scrittori esteri, e dalla Sundance Screenwriters Lab per l'adattamento del suo primo romanzo.
Egli è anche autore di un libro di poesie del 1993, Saved From Drowing.
Dopo aver vissuto per undici anni a New York, Scott si trasferì a Boston nel 2002.
Da Mysterious Skin è stata tratto un dramma teatrale che ha esordito a San Francisco; successivamente, nel 2004, ne è stato ricavato un film dal regista Gregg Araki, prodotto dalla Antidote Films. La pellicola fu presentata alla Mostra del Cinema di Venezia con grande successo di critica e pubblico. L'opera ha dovuto attendere dieci anni prima di ottenere una pubblicazione in Italia, pubblicato dall'editore indipendente Playground specializzato in letteratura gay, nella collana Liberi & Audaci
Il terzo romanzo di Scott è stato Le sparizioni (We Disappear), pubblicato nel febbraio 2008, e quindi a distanza di circa dieci anni dalla pubblicazione del precedente.
Tanto le opere di narrativa, quanto i saggi e le recensioni scritti da Heim trovano frequente collocamento nelle principali riviste di letteratura americane.

## Opere

### Romanzi
- Mysterious skin (1995) pubblicato da Playground, 2006
- In Awe (1997) - inedito in Italia
- Le sparizioni (We Disappear) (2008), pubblicato da Neri Pozza, nella collana Bloom

### Poesia
- Saved From Drowning (1993) - inedito in Italia